# Spurio Lucrezio
Spurio Lucrezio (in latino Spurius Lucretius; fl. III secolo a.C.) è stato un politico romano pretore durante la seconda guerra punica .

## Biografia
Pretore durante la seconda guerra punica, nel 205 a.C. fu incaricato della ricostruzione di Genova dopo la distruzione subita dalle truppe di Magone.